# Max Darj
Max Sebastian Darj, más conocido como Max Darj, (Gotemburgo, 27 de septiembre de 1991) es un jugador de balonmano sueco que juega de pívot en el Füchse Berlin alemán. Es internacional con la selección de balonmano de Suecia.
Con la selección ganó la medalla de oro en el Campeonato Europeo de Balonmano Masculino de 2022, y la medalla de plata en el Campeonato Europeo de Balonmano Masculino de 2018 y en el Campeonato Mundial de Balonmano Masculino de 2021.

## Palmarés

### Selección nacional
| Campeonato Mundial | Campeonato Mundial   | Campeonato Mundial | Campeonato Mundial |
| Año                | Lugar                | Medalla            |                    |
| ------------------ | -------------------- | ------------------ | ------------------ |
| 2021               | Egipto               | Medalla de plata   |                    |
| Campeonato Europeo |                      |                    |                    |
| Año                | Lugar                | Medalla            |                    |
| 2018               | Croacia              | Medalla de plata   |                    |
| 2022               | Hungría y Eslovaquia | Medalla de oro     |                    |
| 2024               | Alemania             | Medalla de bronce  |                    |

### Alingsås HK
- Liga sueca de balonmano masculino (1): 2014

### Bergischer HC
- 2.Bundesliga (1): 2018

### Füchse Berlin
- Liga Europea de la EHF (1): 2023
- Liga de Alemania de balonmano (1): 2025

## Clubes
- Alingsås HK (2009-2017)
- Bergischer HC (2017-2022)
- Füchse Berlin (2022- )